# Spaans Oran
Spaans Oran (Arabisch: وهران الإسبانية; Spaans: Orán español) was een gebied van het Spaanse Rijk in Noord-Afrika als resultaat van de verovering van Oran in 1509.

## Geschiedenis
De verovering werd uitgevoerd door het Spaanse Rijk op het Zianidische Koninkrijk Tlemcen (tegenwoordig Algerije). De expeditie werd uitgevoerd met 80 naos en 10 galeien die ongeveer 8.000-12.000 infanteristen en 3.000-4.000 cavaleristen vervoerden.
Het grondgebied ging verloren aan Bey Mustafa Bin Youssef die profiteerde van de Spaanse Successieoorlog om de stad in 1707 te belegeren. De stad viel in 1708.
In 1732 heroverden Spaanse troepen Oran onder leiding van José Carrilo de Albornoz en behielden de controle gedurende de volgende zes decennia.
In 1790 profiteerden de troepen van de Deylik van Algerije onder leiding van Mohamed el-Kebir van een aardbeving en belegerden de stad opnieuw. In 1792 trokken de Spaanse troepen zich terug uit de stad en maakten een einde aan de Spaanse heerschappij over de stad.
De stad bleef onder Algerijnse controle tot 1831, toen het werd veroverd door het Koninkrijk Frankrijk.